# Георги Дерменджиев
Георги Николов Дерменджиев е български футболист, защитник  и треньор. Роден е на 4 януари 1955 г. в Пловдив .

## Състезателна кариера
Юноша на Локомотив Пловдив. Играе в А ПФГ за Славия, в Б ФГ за Янтра Габрово и Спартак Пловдив .

## Треньорска кариера

### Спартак Пловдив
Треньорската кариера на Дерменджиев започва през сезон 1991/92 в Спартак (Пловдив), където е асистент на Георги Попов-Тумби. През сезон 1995/96 вече е старши треньор, но Спартак завършва на последното място в А група и изпада.

### Литекс
През сезон 1999/00 е привлечен в Литекс като асистент на Ферарио Спасов, а през втората половина на шампионата е помощник на Чедомир Джойнджевич.
През сезон 2000/01 е един от асистентите на Михай Стойкица в тандем с Михай Стойка и треньор на вратарите Румен Апостолов, а през втората половина на шампионата отново на Ферарио Спасов с когото печелят Купата на България след победа с 1 – 0 над Велбъжд Кюстендил. Записва осем срещи в турнира за Купата на УЕФА срещу отборите на Лонгфорд, Интер Братислава, Унион Берлин и АЕК Атина.
През сезон сезон 2002/03 заедно с Венцислав Кепов и треньор на вратарите Илия Вълов отново е помощник на Ферарио Спасов. Бронзов медалист от същия шампионат. В турнира за Купата на УЕФА записва четири срещи срещу отборите на Атлантас и Панатинайкос.
През сезон 2003/04 заедно с треньора на вратарите Здравко Букарица е част от треньорския щаб на Драголюб Симонович, а по-късно отново на Ферарио Спасов.
След отпадането от Зимбру в турнира за Купата на УЕФА, влиза в новия треньорски щаб на носителят на Купата на европейските шампиони за сезон 1990/91 Люпко Петрович. С него печели Купата на България за сезон 2003/04 след победа с дузпи над ЦСКА .
От началото на сезон 2004 – 05 влиза в треньорския щаб на Стойчо Младенов. Под тяхно ръководство Литекс постига най-голямата си победа в европейските клубни турнири, 7 – 0 срещу Железничар Сараево. На 31 октомври 2004 г. Младенов е освободен, а Дерменджиев води отбора до края на сезона в 4 шампионатни мача и един за купата на страната. През пролетния полусезон е асистент на Ицхак Шум .
От юли 2005 г. заедно с Михаил Мадански са асистенти на Люпко Петрович, а Литекс се класира и участва в групите от турнира за Купата на УЕФА. Достига до 1/16 финалите, където отпада от Страсбург. Остава в отбора до края на сезон 2007 – 08.

### Лудогорец
От лятото на 2011 г. е помощник-треньор на Лудогорец . От 31 юли 2014 г. е старши треньор на Лудогорец. На 27 август 2014 г. Дерменджиев става вторият български треньор след Станимир Стоилов, който успява да изведе отбор до груповата фаза на Шампионската лига. Като старши треньор на Лудогорец става шампион на България за сезон 2014 – 2015 г., след което на 31 май 2015 г. напуска отбора . След петмесечно отсъствие на 6 ноември 2015 г. се завръща отново като старши треньор .

## Успехи

### Като футболист
Като играч на Славия, Дерменджиев е носител на купата на страната и вицешампион през 1980, бронзов медалист през 1982 г., носител на Купа Интертото и финалист за Балканската клубна купа през 1977 г.

### Като старши треньор
Лудогорец Разград
- Шампион на България (3): 2014/15, 2015/16, 2016/17
- Носител на Суперкупата на България (2): 2014, 2023
- Финалист за Купата на България през 2017
- Финалист за Суперкупата на България през 2017